# 史蒂夫·刘易斯
史蒂文·厄尔·“史蒂夫”·刘易斯（英語：Steven Earl "Steve" Lewis，1969年5月16日—），出生于加利福尼亚州洛杉矶，美国退役男子田径运动员。他曾在1988年夏季奥运会和1992年夏季奥运会田径比赛中获得3枚金牌。